# Nerskaïa
La Nerskaïa (en russe : Не́рская) est une rivière de l'oblast de Moscou, en Russie. C'est un affluent gauche de la rivière Moskova, dans le bassin de la Volga, par l'Oka.

## Géographie

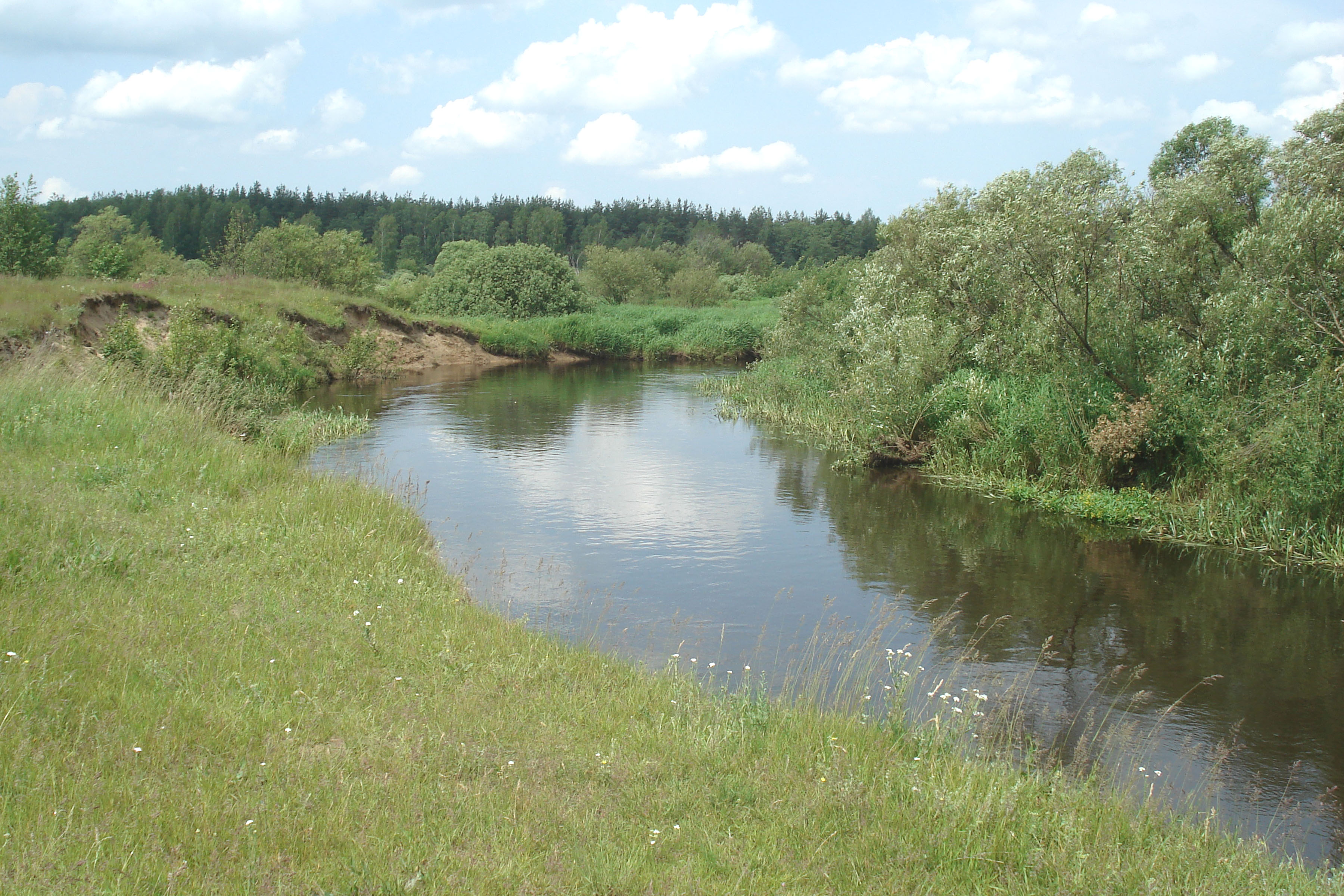
La Nerskaïa près du village de Khoeichi.

Elle est longue de 92 km et draine un bassin de 1 510 km2. Son débit débit moyen de 8,3 m3/s. 
La Nerskaïa arrose la ville de Kourovskoïe.

## Affluents
Les principaux affluents de la Nerskaïa sont :
- La Volnaya (en) (rg), 32 km,
- la Ponor (Nerskaïa) (en) (rd), 22 km,
- la Gouslitsa (rg),
- la Sechenka (ru),
- la Natinka (ru) (15 km),